# Autoplusia masoni
Autoplusia masoni är en fjärilsart som beskrevs av William Schaus 1894. Autoplusia masoni ingår i släktet Autoplusia och familjen nattflyn. Inga underarter finns listade i Catalogue of Life.